# Arthur F. Griffith
Arthur Frederick Griffith (30 de julio de 1880-25 de diciembre de 1911) fue un calculista mental estadounidense, dedicado a exhibir sus habilidades en espectáculos organizados en salas de vodevil.

## Semblanza
Griffith nació en 1880 en Milford (Indiana). Podía contar hasta 40.000 con cinco años. A los siete años de edad padeció una enfermedad que le dejó como secuela ataques de epilepsia, y le impidió asistir a la escuela hasta los 10 años. A los 12 años, comenzó a desarrollar sus propios métodos para calcular con mayor rapidez. Abandonó la escuela a los 17 años, pero continuó estudiando aritmética y practicando el cálculo mental por su cuenta.
A los 19 años, conoció al Dr. Ernest Hiram Lindley, quien invitó a Arthur a colaborar con el Sistema Universitario de Indiana, para estudiar su caso en el laboratorio de psicología que había sido establecido en 1892 por el Dr. William Lowe Bryan. Bryan y Lindley llevaron a Arthur a la reunión de la Asociación Estadounidense de Psicología celebrada en la Universidad Yale en diciembre de 1899, donde exhibió sus habilidades, y los profesores de la Universidad de Indiana presentaron un artículo sobre su investigación del caso de Arthur. William Lowe Bryan, en 1900, presentó un artículo similar en la reunión del Congreso Internacional de Psicología de París.
Griffith dejó la Universidad de Indiana después de cinco meses, escribió un libro sobre sus métodos, titulado The Easy and Speedy Reckoner, y recorrió el circuito de espectáculos de vodevil hasta su muerte, supuestamente debida a un derrame cerebral que sufrió a los 31 años de edad en una habitación de hotel de Springfield (Massachusetts), el día de Navidad de 1911.